# François Bourque
François Bourque (ur. 18 listopada 1984 w New Richmond) – kanadyjski narciarz alpejski, czterokrotny medalista mistrzostw świata juniorów.

## Kariera
Po raz pierwszy na arenie międzynarodowej François Bourque pojawił się 8 stycznia 2000 roku w zawodach FIS Race w Le Relais, gdzie nie ukończył drugiego przejazdu w slalomie. W 2003 roku brał udział w mistrzostwach świata juniorów w Briançonnais, zdobywając złoty medal w supergigancie. Na rozgrywanych rok później mistrzostwach świata juniorów w Mariborze zwyciężył w kombinacji, a w zjeździe i supergigancie zajmował trzecie miejsce.
W zawodach Pucharu Świata zadebiutował 30 listopada 2002 roku w Lake Louise, zajmując 61. miejsce w zjeździe. Pierwsze pucharowe punkty wywalczył 1 lutego 2004 roku w Garmisch-Partenkirchen, zajmując 23. miejsce w supergigancie. Nieco ponad rok później, 20 lutego 2005 roku w tej samej miejscowości po raz pierwszy stanął na podium zawodów pucharowych, zajmując trzecie miejsce w supergigancie. W zawodach tych wyprzedzili go jedynie Austriak Christoph Gruber oraz Didier Défago ze Szwajcarii. W kolejnych latach na podium stawał jeszcze trzykrotnie: 18 grudnia 2005 roku w Alta Badia był trzeci, a 21 grudnia 2006 roku w Hinterstoder i 3 marca 2007 roku w Kranjskiej Gorze zajmował drugie miejsce w gigancie. Najlepsze wyniki osiągał w sezonie 2006/2007, kiedy zajął 21. miejsce w klasyfikacji generalnej, a w klasyfikacji giganta był piąty.
W 2005 roku wystartował na mistrzostwach świata w Bormio, zajmując między innymi dziesiąte miejsce w kombinacji i trzynaste w supergigancie. Podczas rozgrywanych dwa lata później mistrzostw świata w Åre jego najlepszym wynikiem było dziewiąte miejsce w supergigancie. W międzyczasie wziął udział w igrzyskach olimpijskich w Turynie, gdzie był między innymi czwarty w gigancie. Po pierwszym przejeździe zajmował pierwsze miejsce, z przewagą 0,19 sekundy nad Francuzem Joëlem Chenalem. W drugim przejeździe uzyskał jednak dopiero dwunasty wynik i ostatecznie zajął czwarte miejsce. Walkę o medal przegrał z Austriakiem Hermannem Maierem o 0,76 sekundy. Na tych samych igrzyskach zajął też między innymi ósme miejsce w supergigancie.
Na początku sezonu 2008/2009, 28 listopada 2008 roku w Lake Louise Bourque doznał kontuzji, zerwał wiązadła w kolanie i stracił resztę sezonu. Kolejną kontuzję odniósł w grudniu 2009 roku w Val Gardena, gdzie zerwał więzadła w lewym kolanie.

## Osiągnięcia

### Igrzyska olimpijskie
| Miejsce | Dzień     | Rok  | Miejscowość | Konkurencja | Czas biegu  | Strata  | Zwycięzca           |
| ------- | --------- | ---- | ----------- | ----------- | ----------- | ------- | ------------------- |
| 16.     | 12 lutego | 2006 | Turyn       | Zjazd       | 1:48,80 min | +1,90 s | Antoine Dénériaz    |
| 21.     | 14 lutego | 2006 | Turyn       | Kombinacja  | 3:09,45 min | +4,90 s | Ted Ligety          |
| 8.      | 18 lutego | 2006 | Turyn       | Supergigant | 1:30,65 min | +0,62 s | Kjetil André Aamodt |
| 4.      | 20 lutego | 2006 | Turyn       | Gigant      | 2:35,00 min | +0,92 s | Benjamin Raich      |

### Mistrzostwa świata
| Miejsce | Dzień       | Rok  | Miejscowość | Konkurencja     | Czas biegu  | Strata  | Zwycięzca          |
| ------- | ----------- | ---- | ----------- | --------------- | ----------- | ------- | ------------------ |
| 13.     | 29 stycznia | 2005 | Bormio      | Supergigant     | 1:27,55 min | +2,02 s | Bode Miller        |
| 10.     | 3 lutego    | 2005 | Bormio      | Kombinacja      | 3:19,10 min | +3,80 s | Benjamin Raich     |
| DNF1    | 9 lutego    | 2005 | Bormio      | Gigant          | 2:50,41 min | -       | Hermann Maier      |
| 9.      | 6 lutego    | 2007 | Åre         | Supergigant     | 1:14,30 min | +0,67 s | Patrick Staudacher |
| 17.     | 8 lutego    | 2007 | Åre         | Superkombinacja | 2:28,99 min | +2,44 s | Daniel Albrecht    |
| DNF2    | 14 lutego   | 2007 | Åre         | Gigant          | 2:19,64 min | -       | Aksel Lund Svindal |

### Mistrzostwa świata juniorów
| Miejsce | Dzień     | Rok  | Miejscowość  | Konkurencja | Czas biegu  | Strata  | Zwycięzca                      |
| ------- | --------- | ---- | ------------ | ----------- | ----------- | ------- | ------------------------------ |
| 6.      | 4 marca   | 2003 | Briançonnais | Zjazd       | 1:09,49 min | +0,43 s | Daniel Albrecht                |
| 1.      | 5 marca   | 2003 | Briançonnais | Supergigant | 1:17,10 min | -       | -                              |
| 14.     | 7 marca   | 2003 | Briançonnais | Gigant      | 2:02,72 min | +1,+2 s | Daniel Albrecht Mario Scheiber |
| DNF2    | 8 marca   | 2003 | Briançonnais | Slalom      | 1:33,74 min | -       | Marc Berthod                   |
| 3.      | 10 lutego | 2004 | Maribor      | Zjazd       | 1:09,61 min | +0,58 s | Romed Baumann                  |
| 3.      | 12 lutego | 2004 | Maribor      | Supergigant | 1:17,49 min | +1,14 s | Hans Olsson                    |
| 5.      | 13 lutego | 2004 | Maribor      | Gigant      | 2:17,40 min | +1,40 s | Jeffrey Harrison               |
| 7.      | 14 lutego | 2004 | Maribor      | Slalom      | 1:33,33 min | +2,10 s | Raphael Fässler                |
| 1.      | 15 lutego | 2004 | Maribor      | Kombinacja  | 32,84 pkt   | -       | -                              |

### Puchar Świata

#### Miejsca w klasyfikacji generalnej
- sezon 2003/2004: 132.
- sezon 2004/2005: 47.
- sezon 2005/2006: 22.
- sezon 2006/2007: 21.
- sezon 2007/2008: 43.
- sezon 2009/2010: 141.
- sezon 2010/2011: 140.

#### Miejsca na podium w zawodach
1. Garmisch-Partenkirchen – 20 lutego 2005 r. (supergigant) – 3. miejsce
2. Alta Badia – 18 grudnia 2005 r. (gigant) – 3. miejsce
3. Hinterstoder – 21 grudnia 2006 r. (gigant) – 2. miejsce
4. Kranjska Gora – 3 marca 2007 r. (gigant) – 2. miejsce